# Gaoyou Hu
Gaoyou Hu (kinesiska: 高邮湖) är en sjö i Kina. Den ligger i den östra delen av landet, 800 km söder om huvudstaden Peking. Gaoyou Hu ligger 2 meter över havet. Arean är 675 kvadratkilometer.